# Кримов Дмитро Анатолійович
Дмитро Анатолійович Кримов (нар. 10 жовтня 1954, м. Москва, РРФСР) — російський художник, сценограф, режисер і театральний педагог. Член Спілки художників і Союзу театральних діячів Росії.

## Життєпис
Народився в сім'ї Анатолія Ефроса і Наталії Кримової.
У 1976 році закінчив постановочний факультет Школи-Студії МХАТ. Працював в Театрі на Малій Бронній. Створив сценографію до постановок А. В. Ефроса «Отелло» В. Шекспіра (дипломна робота), «Місяць у селі» І. Тургенєва, «Літо і дим» Т. Вільямса, «Спогад» А. Арбузова, «Наполеон Перший» Ф. Брукнера, «Директор театру» І. Дворецького. Оформив вистави А. Ефроса «Тартюф» Мольєра і «Живий труп» Л. Толстого на сцені МХАТ.
З 1985 — художник-постановник Театру на Таганці, де випустив спектаклі «У війни не жіноче обличчя» С. Алексіевіч, «Півтора квадратних метра» за повістю Б. Можаєва і «Мізантроп» Мольєра.
На початку 90-х пішов з театру і зайнявся станковим мистецтвом: живописом, графікою, інсталяцією.
З 2002 року викладає в Російській академії театрального мистецтва, де веде курс театральних художників і керує творчою Лабораторією в театрі «Школа драматичного мистецтва».
У 2010–2011 роках співпрацював з зіркою російського балету Михайлом Баришниковим.

## Фільмографія
- 1987 — «Костюмер» (фільм-вистава) — художник
- 2022 — «Все нормально» — режисер